# Taoga Niue Museum
Tāoga Niue Museum ist das Nationalmuseum und ein Kulturzentrum in Alofi, Niue. Es ist der Ersatz für das Huanaki Cultural Centre & Museum, welches 2004 vom Zyklon Heta zerstört worden war.

## Geschichte
2004 traf der Zyklon Heta Niue und zerstörte einen Großteil der Hauptstadt Alofi. Unter anderem auch die Gebäude des Huanaki Cultural Centre & Museum. 90–95 % der dortigen Sammlung ging verloren. Die Neuerrichtung des Museums und die Bewahrung der Kulturgüter war ein wichtiger Teil des Strategieplans 2009–13 der Regierung von Niue. Der Bau des neuen Museums begann 2018, finanziert mit einer Schenkung von $2,7 Mio. durch die Regierung von Neuseeland. Das neue Museum eröffnete im Oktober 2018. Die Eröffnung wurde zusammen mit Niues Feierlichkeiten zur Verfassung abgehalten. Das war das erste Mal, dass diese Feierlichkeiten nicht im Parlament abgehalten wurden.
Das Museum verfügt auch über ein Auditorium, Café, Lagerräume und eine Bühne. 2019 wurde im Museum eine Ausstellung im Rahmen des Taoga Niue Festivals gezeigt.

## Sammlungen
Nach dem Zyklon Heta wurden nur 5–10 % der Sammlungen des Museums gerettet. Objekte die gerettet werden konnten, waren einige Ausstellungsstücke zu Niue und dem Ersten Weltkrieg, darunter Fotografien und eine Uniform, sowie mehrere gewebte Stoffe. Die Direktorin von Taoga Niue, der Regierungsabteilung, welche für kulturelle Aktivitäten zuständig ist, Moira Enetama, beschrieb die Situation: Es war „nicht nur ein Verlust von materieller Kultur, sondern auch ein Verlust von Zugehörigkeit, von Eigentümerschaft, dem Haupt und des unantastbaren Erbes von Niue.“ („not only a loss of material culture but a loss of belongingness, the ownership, the head and the intangible heritage of Niue“).
Seit 2005 ist das Museum daran, die Sammlungen wieder aufzubauen. Unter anderem konnten preisgekrönte gewebte Hüte erworben werden, die schon in Neuseeland ausgestellt worden waren. Mitarbeiter des Museums stöberten sogar durch Müllhalden auf der Insel um Objekte zu finden, die für die Sammlung interessant sein könnten. Ein Beispiel waren handgewebte Fischnetze, ein Handwerk, welches auf der Insel nicht mehr ausgeübt wird. Der Parlamentarier Va’aiga Tukuitonga unterstrich die Dringlichkeit, die Sammlung auszubauen und kulturelles Wissen in Niue zu bewahren, da die Bevölkerung überaltert.

### Sammlungen in Übersee
Zahlreiche Kulturgüter und auch wissenschaftlich bedeutsame Gegenstände befinden sich in Sammlungen in Übersee. Häufig sind Hiapo, aus Rindenbaststoff (Barkcloth) gewobene, traditionelle Kleidungsstücke, die spezifisch für Niue sind.
Das Museum of New Zealand Te Papa Tongarewa hat allein 291 Objekte aus Niue: das älteste davon ist ein niueanischer Maka (Wurfstein), welcher 1869 von Rev. John Inglis in die Sammlung gegeben worden war. Das British Museum hat eine ganze Sammlung von Objekten aus Niue, unter anderem Keulen, Bast-Kleidung, Geld. Das Perth Museum and Art Gallery in Schottland hat zwei hölzerne Speere von Niue. Die Glasgow Museums haben Angelschnur aus Menschenhaar, sowie Modell-Kanus und andere Objekte. Das Horniman Museum hat Bastkleidung, eine Nasenflöte, Speere und andere Objekte. Das Australian Museum hat die Typusexemplare für Niues einzigen endemischen Schmetterling, den Niue Blue (Nacaduba niueensis).

#### Repatriation
Seit 2016 fordert das Museum die Repatriation von Objekten, die in Sammlungen in Übersee aufbewahrt werden. Bereits 2007 gab das Auckland War Memorial Museum einen Schädel eines Inselbewohners zurück, welcher in der Sammlung in Auckland war. Die Überreste wurden in eine Kirche in Niue gebracht, dann in der Folge in Niue bestattet.

#### Galerie von Objekten aus Niue in Sammlungen in Übersee

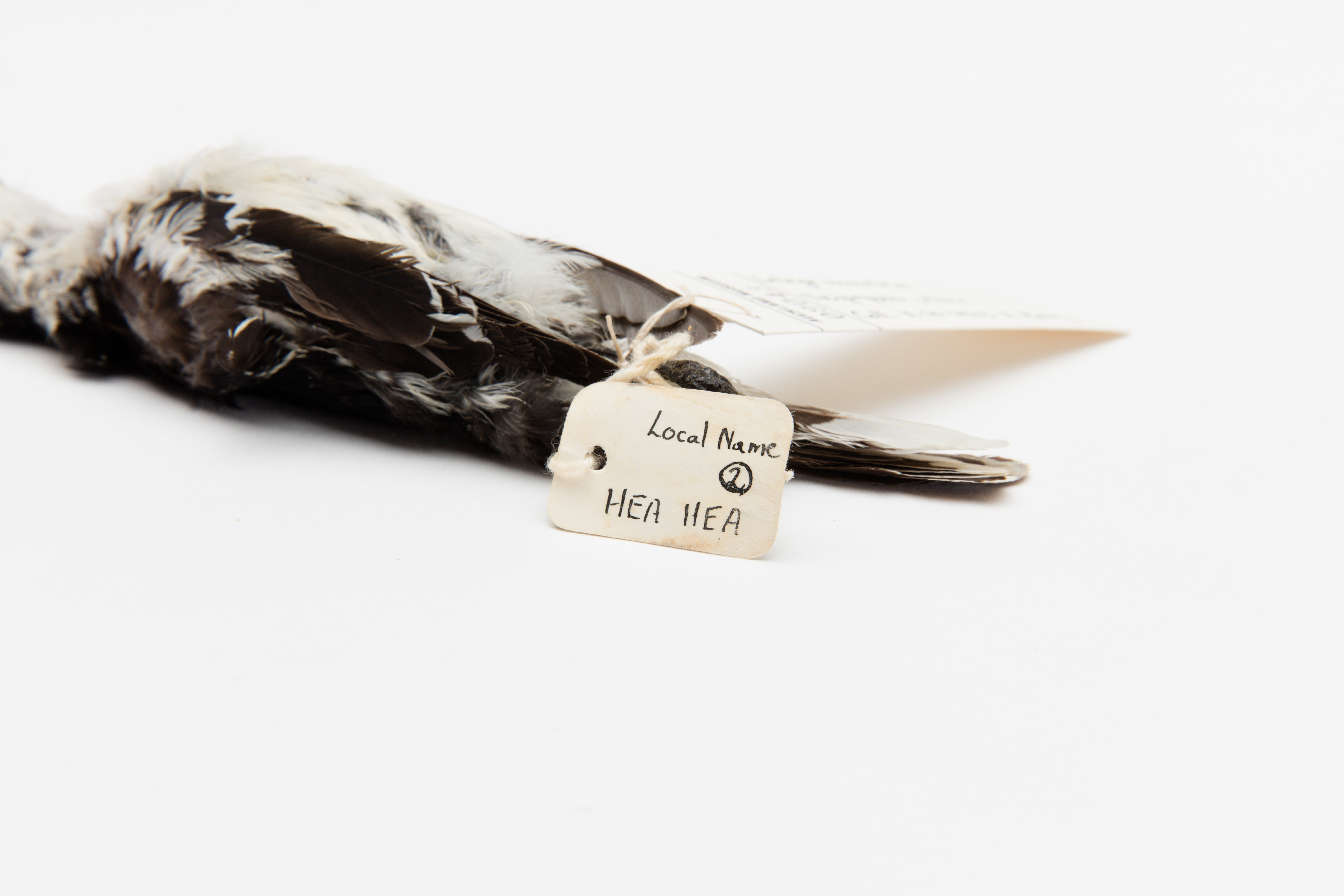
Hea hea (Lalage maculosa, Auckland Museum)
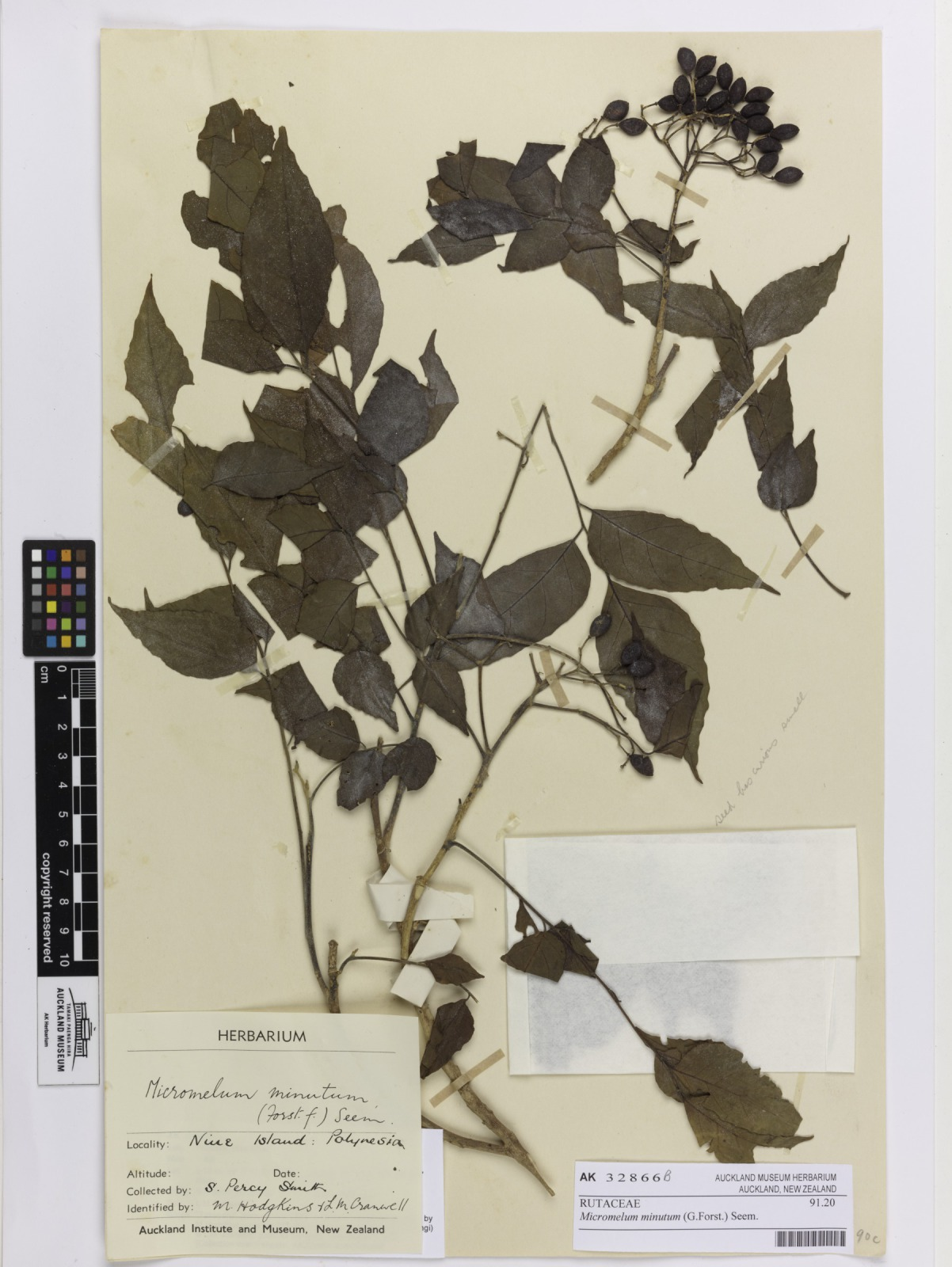
Micromelum minutum (Auckland Museum)
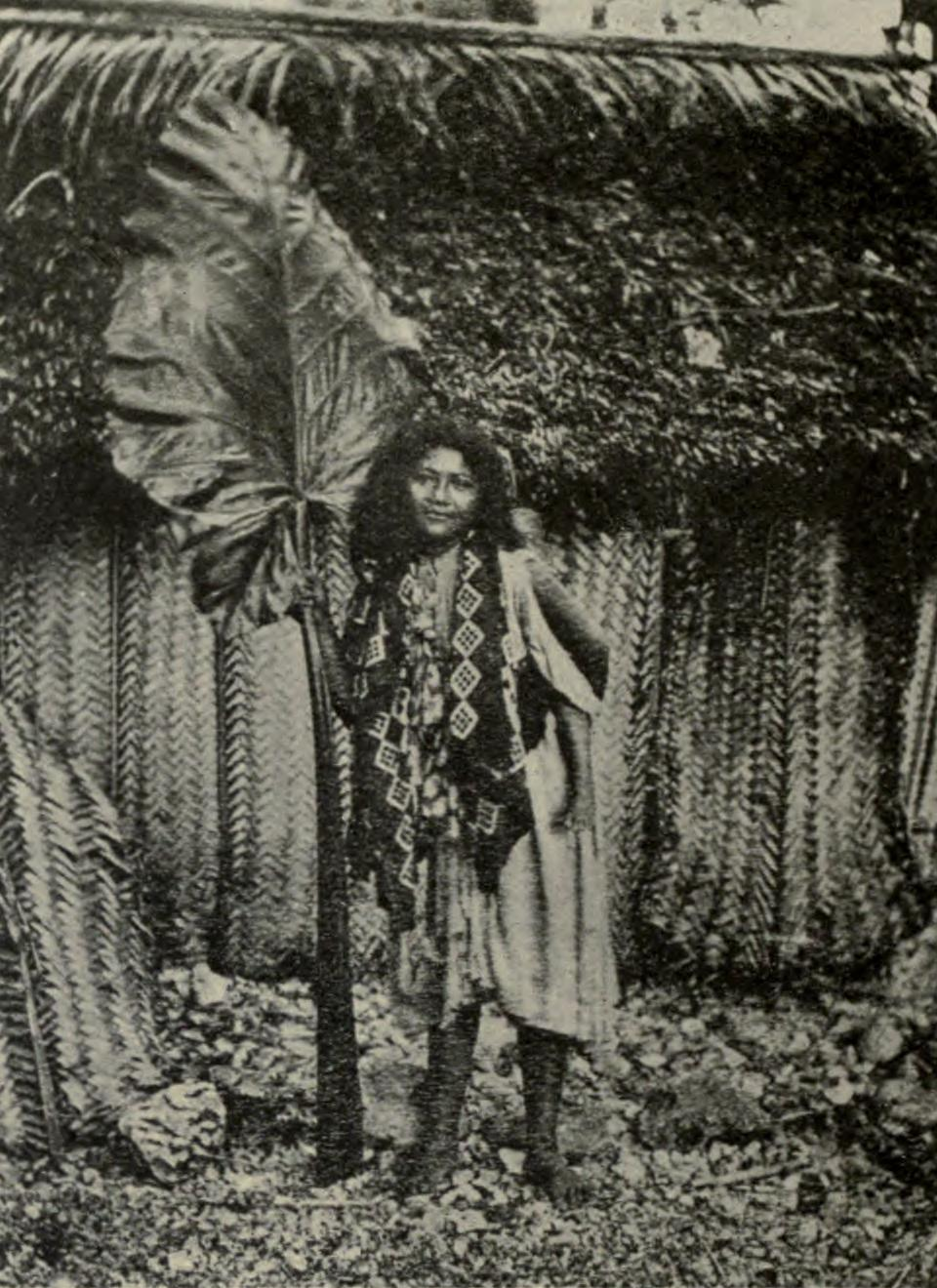
Fotografi von gewobenen Hauswänden (Bishop Museum)
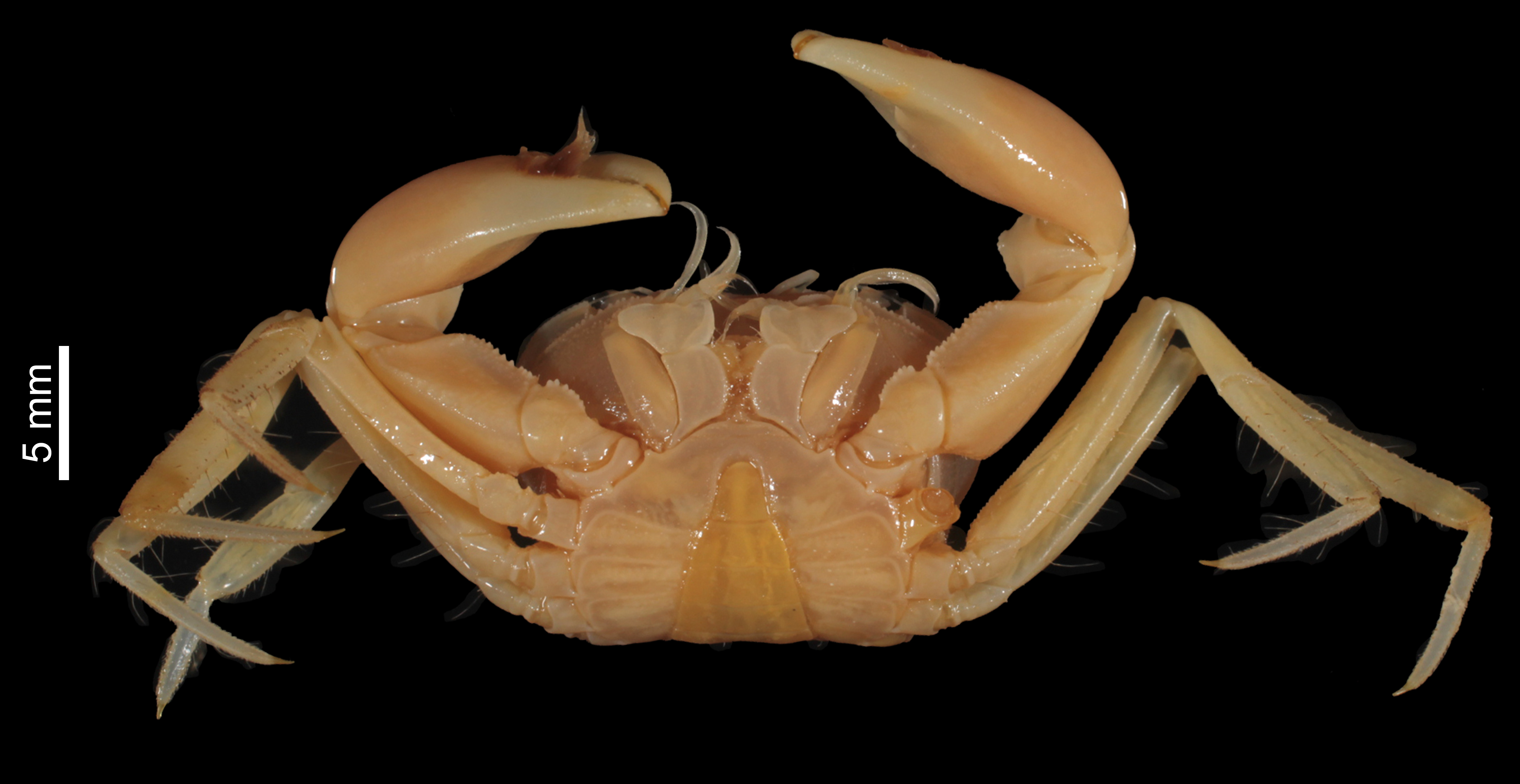
Orcovita gracilipes (Muséum national d’histoire naturelle)